# فخذية

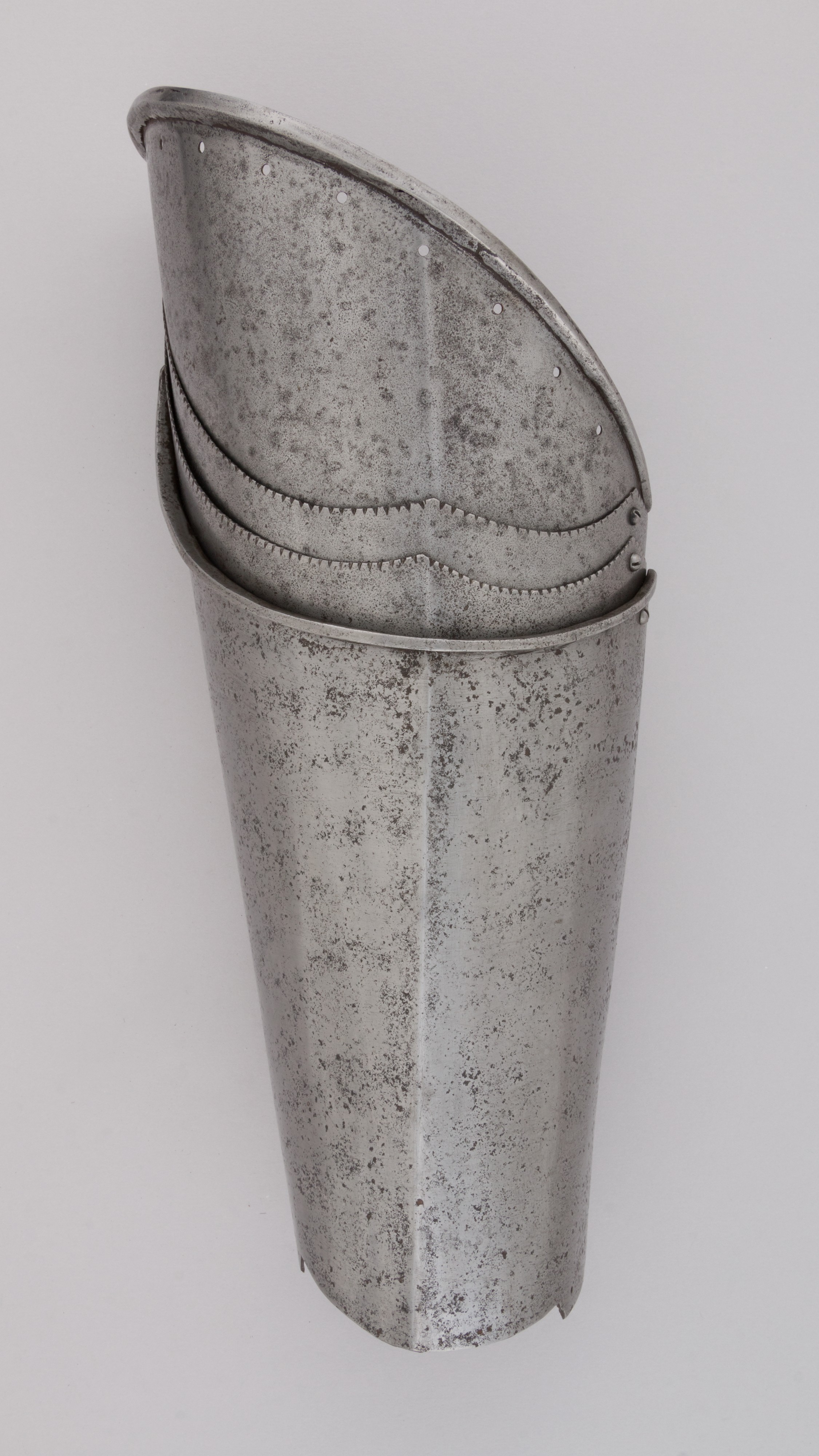
فخذية إيطالية، حوالي 1450.

الفَخِذِيّة هي نوع من دروع العصور الوسطى تُرتدى لحماية الفخذ.
يمكن صنع الفخذية من درع مزرودة أو جلد مشقق، ولكن ابتداءً من عام 1340 تم تصنيعها عادةً من درع صفيحية فولاذية. من عام 1370 فصاعداً، تم تصنيعها من صفيحة واحدة من الحديد أو الفولاذ.